# Östersunds sporthall
Östersunds sporthall är en idrotts- och evenemangsarena i centrala Östersund som invigdes i november 1968. I sporthallen finns sex stycken hallar av varierande storlek, ett gym, teorisalar och en matsal. Hallen är hemmaarena för ett antal olika föreningar, däribland Jämtland Basket, Östersund basket, Östersunds klätterklubb, Östersunds atletklubb (tyngdlyftning), Jemtlands innebandy, IBF Frösön (innebandy), Östersunds JK (kampsport: Thaiboxning, Kickboxning, Sanshou/Sanda, MMA, Brottning, Taekwondo, Brasiliansk jiu-jitsu, Submission wrestling, Karate, Martial Arts Tricking och Självförsvar), BK Älgen (boxning) med flera.
Under 2016 genomfördes en större renovering och utbyggnad av sporthallen för ungefär 130 miljoner kronor, bland annat byggdes A-hallen ut för att ge plats åt en ny läktare samt fler loger och teorisalar.

## Hallar
- A-hallen Huvudhallen, har en publikkapacitet på 1700 personer varav 1400 sittande, vid exempelvis basketmatcher. Publikrekordet är på 1700 personer då Jämtland Basket mötte Borås Basket i kvartsfinal i Basketligan den 7 april 2018.[3]

- B-hallen Golvyta 28x14 meter
- C-hallen  Golvyta 14x14 meter, Har en omftande klättervägg med en total klätterväggsyta på cirka 250 kvadratmeter.
- D-hallen Golvyta 28x14 meter
- E-hallen Golvyta 14x14 meter
- F-hallen Golvyta 14x14 meter

### Fotnoter
1. ↑  Hans Andersson (19 november 2016). ”Nya Sporthallen är invigd”. Basketfeber. Arkiverad från originalet den 20 november 2016. https://web.archive.org/web/20161120004957/http://blogg.mittmedia.se/basketfeber/2016/11/19/nya-sporthallen-ar-invigd-med-en-basketstraff/. Läst 19 november 2016.
2. ↑  ”130 miljoner ger nytt eko i sporthall - P4 Jämtland”. sverigesradio.se. Sveriges Radio. http://sverigesradio.se/sida/artikel.aspx?programid=78&artikel=6369277. Läst 20 november 2016.
3. ↑  ”Jämtland förlorar avgörande kvartsfinalmatch mot Borås - P4 Jämtland”. sverigesradio.se. Sveriges Radio. http://sverigesradio.se/sida/artikel.aspx?programid=78&artikel=6926403. Läst 11 april 2018.